# Bridgitte Hartley
Bridgitte Ellen Hartley (14 luglio 1983) è un'ex canoista sudafricana.

## Palmarès
- Giochi olimpici

Londra 2012: bronzo nel K1 500 metri.
- Mondiali - Velocità

Dartmouth 2009: bronzo nel K1 1000 metri.
Mosca 2014: bronzo nel K1 500 metri.
Montemor-o-Velho 2018: bronzo nel K1 1000m.
- Giochi panafricani

Maputo 2011: oro nel K-1 200 metri; oro nel K-1 500 metri; oro nel K-2 500 metri;
Rabat 2019: oro nel k-2 500 menri; oro nel K-4 500 metri; bronzo nel K-2-200 metri;